# Bataille de Malvern Hill
Guerre de Sécession
Batailles
Campagne de la Péninsule
- Hampton Roads
- Yorktown
- Williamsburg
- Eltham's Landing
- Drewry's Bluff
- Hanover Court House
- Seven Pines
- Sept Jours
  - Oak Grove
  - Beaver Dam Creek
  - Gaines's Mill
  - Garnett's & Golding's Farm
  - Savage's Station
  - White Oak Swamp
  - Glendale
  - Malvern Hill

- Oak Grove
- Beaver Dam Creek
- Gaines's Mill
- Garnett's & Golding's Farm
- Savage's Station
- White Oak Swamp
- Glendale
- Malvern Hill

La bataille de Malvern Hill, aussi connue en tant que bataille de Pointdexter's Farm, est une bataille de la guerre de Sécession qui eut lieu le 1er juillet 1862 dans l'État de Virginie aux États-Unis. C'est le dernier affrontement majeur de la bataille des Sept Jours dans la campagne de la Péninsule.
Elle vit les forces confédérées du général Lee lancer une série d'attaques non coordonnées et infructueuses sur les positions retranchées nordistes. Bien que restant maître du champ de bataille, le commandant nordiste George B. McClellan choisit de se replier sur Harrison's Landing, sur les berges de la James, pour profiter de l'appui des canons des navires fédéraux.

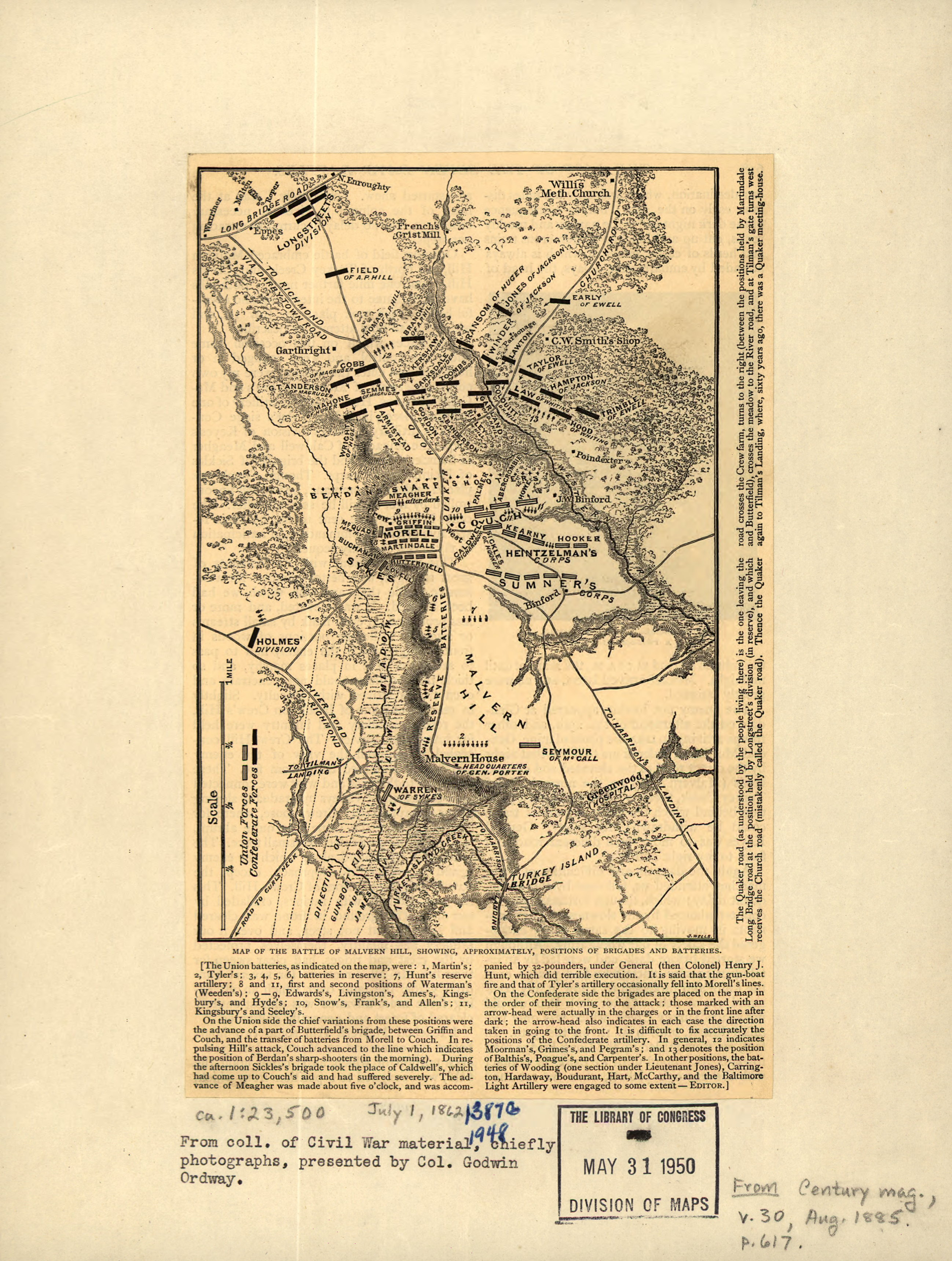
Carte de la bataille de of Malvern Hill, décrivant, approximativement, les positions des brigades et des batteries.

## Source
- (en) Cet article est partiellement ou en totalité issu de l’article de Wikipédia en anglais intitulé « Battle of Malvern Hill » (voir la liste des auteurs).